# Ossos neperians

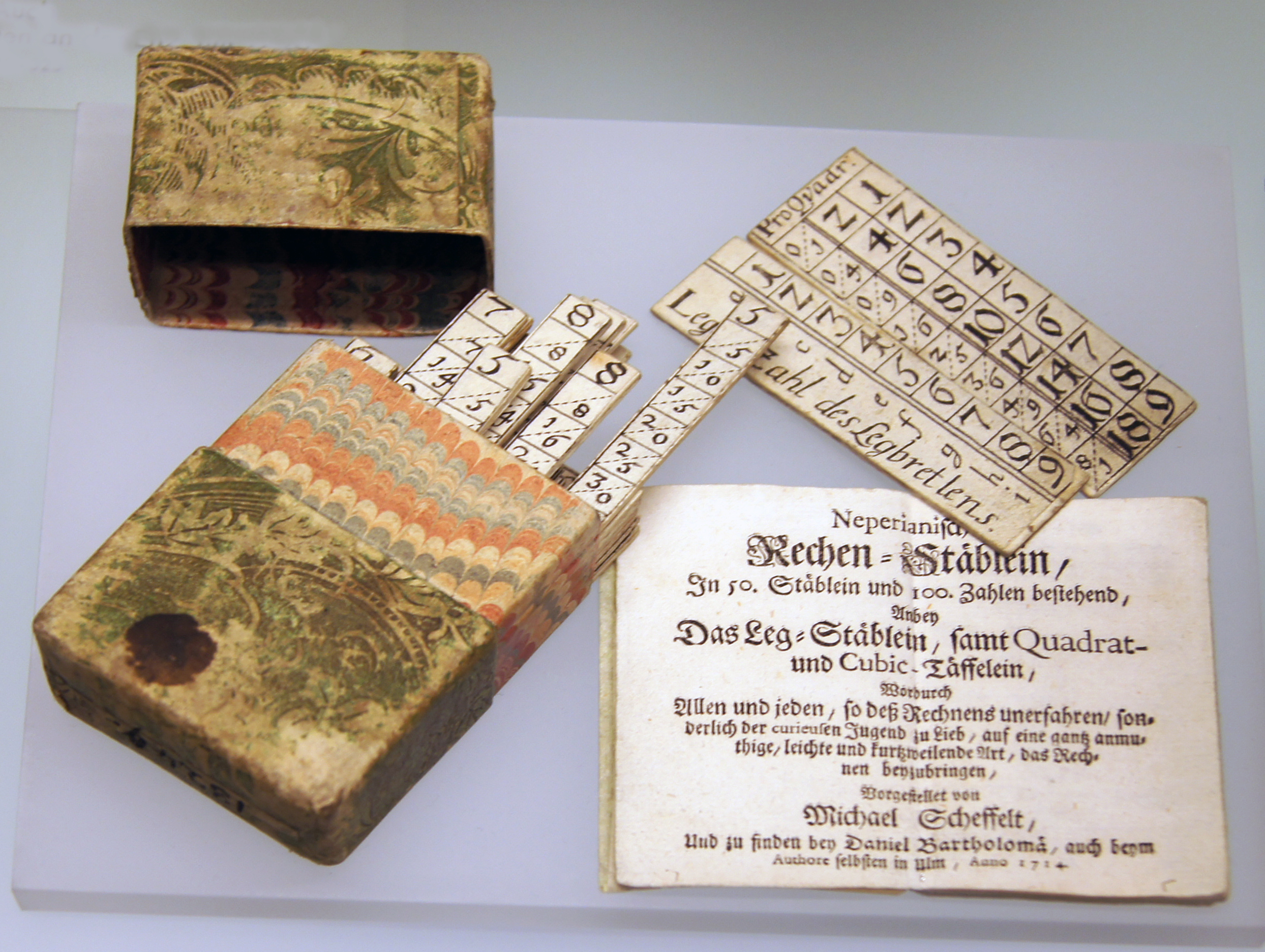
Ossos neperians, Ulm 1714;

Els ossos neperians o varetes neperianes, són els elements inventats per John Napier, que constitueixen l'anomenat àbac neperià que s'usen per al càlcul numèric de productes i quocients de números. També és anomenat àbac rabdològic (del grec? Aßdo?, Vareta i? O "o", tractat). Napier va publicar la invenció d'aquestes varetes en una obra impresa a Edimburg a finals del 1617 intitulada Rhabdologia. Mitjançant aquest mètode, els productes es redueixen a operacions de suma i els quocients a operacions de resta, de la mateixa manera com les taules de logaritmes inventades per ell transformen les potències en productes i les arrels en divisions.

## Descripció

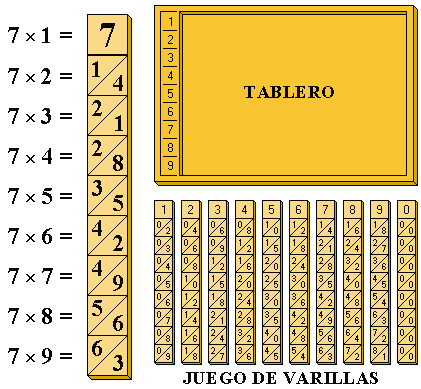
Àbac neperià

L'àbac consta d'un tauler amb una vora on es col·loquen les varetes neperianes per realitzar les operacions de multiplicació o divisió. El tauler té la seva vora esquerra dividida en 9 caselles en les quals s'escriuen els números que van d'1 a 9.
Una vareta neperiana consisteix en una tira de fusta, metall o cartró gruixut. La cara anterior està dividida en 9 quadrats, els quals tots, excepte el superior, estan dividits en dues meitats per un traç diagonal.
A la primera casella de cada vareta s'hi escriu el número: a les següents caselles (amb els dígits separats per la diagonal) s'hi escriu el doble d'aquest número, el triple, el quàdruple i així successivament fins a arribar al nònuple del número al qual correspon la vareta.
Els dígits resultants del producte s'escriuen un a cada costat de la diagonal i en aquells casos en què el producte sigui inferior a 10, s'escriuen en la casella inferior. En aquests casos, a més, s'hi col·loca un zero en la casella superior a aquesta.
Un joc consta de 9 varetes corresponents als dígits que van de l'1 al 9. A la figura s'ha representat, a més a més, la vareta 0, que realment no és necessària per als càlculs.

## Multiplicació
Proveïts del conjunt descrit, suposem que volem calcular el producte del número 46785399 multiplicat per 7. Al tauler posarem les varetes corresponents al número, tal com mostra la figura, i farem una posterior lectura del resultat en la faixa horitzontal que correspon al 7 del casella del tauler. Aquesta operació només requereix unes senzilles sumes, naturalment amb el ròssec dels dígits situats en diagonal.
Començant per la dreta, obtindrem les unitats (3), les desenes (6+3 = 9), les centenes (6+1 = 7), etc.
En el cas que algun dígit del número que volem multiplicar sigui zero, n'hi hauria prou amb deixar un buit entre les varetes (que equival a la vareta "0").
Suposem que volem multiplicar el número anterior per 96.431. Operarem anàlogament al cas anterior obtenint ràpidament els productes parcials del número per 9, 6, 4, 3 i 1. Si els posem correctament i els sumem, n'obtindrem el resultat total.

## Divisió
De la mateixa manera podem realitzar divisions un cop coneixem els 9 productes parcials del dividend; els quals es determinen mitjançant l'àbac. Només cal que seleccionem el número inferior immediat a la resta sense necessitat de realitzar els molestos temptejos que requereixen les divisions realitzades a mà.
Per fer l'operació anterior, posem un exemple que segueix el mètode següent:
* El dividend (46.785.399) té vuit dígits i el divisor (96.431) en té cinc. Per tant, el quocient tindrà 8-5 = 3 dígits. Com a màxim, el quocient podria tenir 8-5+1 = 4 dígits, però en ser el 4 del dividend menor que el 9 del divisor, el quocient és de 3 dígits. Aquestes qüestions pertanyen a l'aritmètica.
Això fa que s'hagi de desplaçar els 3 - 1 = 2 dígits del dividend, i quedi el número 467.853 com el minuend, al qual cal buscar el subtrahend adequat.
Si usem la taula neperiana obtinguda, busquem el número menor més proper a 467.853, en aquest cas és el 385.724, el subtrahend de l'operació; el número associat a la taula neperiana és el 4, número que forma part del quocient. El resultat de la resta és 82.129.
* A la quantitat resultant (82.129), se li afegeix el 9 que abans no havíem tingut present, i n'obtenim el resultat 821.299.
Novament, cal realitzar l'operació de resta a 821.299 (minuend) amb el subtrahend menor més proper de la taula neperiana, que és el 771.448. El número associat és 8 i la resta obté el 49.851.
* A la quantitat resultant (49.851) se li afegeix el següent (i últim) 9, i queda el resultat 498.519.
Del minuend 498.519, es busca a la taula neperiana el menor més pròxim, que és el 482.155, el número associat és el 5. La resta té com a resultat 16.364.
* Com que el 16.364 és menor que qualsevol dels números de la taula neperiana i, a més, ja sabem quins són els tres dígits del quocient: 4, 8 i 5, ja hem obtingut el resultat de la resta de l'operació.
El resultat, per tant, és el següent (com es pot veure a la taula):
| Nom      | Valor      |
| -------- | ---------- |
| Dividend | 46.785.399 |
| Divisor  | 96.431     |
| Quocient | 485        |
| Resta    | 16.364     |

## Arrel quadrada
Com ja sabem, per extreure una arrel quadrada, abans de tot cal agrupar els dígits de dos en dos des de la coma, tant cap a la dreta com cap a l'esquerra, de manera que el número quedi de la manera següent:
... xx xx xx xx, xx xx xx ...
Per exemple: el número 458.938,34 quedaria 45 89 38, 34.
Prenent el parell (que podrà ser d'un sol dígit) de l'esquerra (xx), s'obté la xifra sencera. Així doncs, el seu quadrat és igual o menor que el parell. Aquesta serà la primera xifra de la solució. Prenent del parell, el quadrat del sencer així trobat, obtenim la resta:
r  a  = xx - a ² (Si el primer parell fos 07, la xifra a seria 2, i la resta 7-4 = 3)
Posteriorment, i de forma iterativa, s'afegeix el següent parell a la resta, i ens queda un número de la forma YXX (i, la resta anterior, xx el parell afegit) que anomenarem Ra. La següent xifra de la solució haurà de ser tal que el quadrat de la solució parcial ab (sent ab un número de dos dígits, no un producte) sigui menor que xxxx (els dos primers pares del radicand):
(ab) ² = (a · 10+b) ² = (a · 10) ²+2 · a · 10 ·+b ² < xxxx
Aïllant:
2 · a · 10 · b+b ² < xxxx - (a · 10) ² = R
(2 · a · 10+b) · b < Ra (I)
Operant de la mateixa manera un cop conegudes les xifres ab, s'haurà de determinar la tercera xifra de la solució (c) i següents (d, e, ...) que, com fàcilment es pot demostrar operant anàlogament al cas anterior, hauran de complir:
(2 · (ab) · 10+c) · c < Rb (II)
(2 · (abc) · 10+d) · d < Rb (III)
(2 · (abcd) · 10+e) · i < Rb (IV)
...
Els productes indicats poden obtenir-se fàcilment amb l'àbac de Napier, però per a això és necessària una vareta auxiliar que fa que cada faixa horitzontal reculli els quadrats dels números corresponents.
Coneguda la primera xifra a, posem a l'àbac la (o les) varetes corresponents al doble de a. Fet això, només caldrà afegir la vareta dels quadrats per trobar el número. Ara bé, el resultat ha de complir l'equació (I), que serà el corresponent a la faixa b. Aquest número s'ha de sostreure de Ra per trobar Rb.
Una vegada hem trobat b, retirem la vareta auxiliar dels quadrats i posem en el tauler la vareta corresponent a 2 · b. Pot passar dues coses: si b és menor que 5, el doble tindrà només una xifra, de manera que n'hi haurà prou amb posar la vareta. En cas contrari, si b és igual o major que 5, el doble serà major de 10, pel que serà necessari incrementar l'última vareta col·locada en una unitat.
Vegem-ho amb un exemple. Desitgem obtenir l'arrel quadrada del número 46 78 53 99. Prenem el primer parell (46) i determinem el quadrat immediatament inferior, que resulta ser 36 (49 que és el següent és més gran que 46), de manera que la primera xifra de la solució és 6, i la resta: 46 -- 6/6 = 46-36 = 10.
Posem les varetes de 6.2 = 12 en el tauler, i seguidament la vareta auxiliar dels quadrats. Componem la resta i el següent parell obtenint el número 1.078 que no haurà de ser superat pel quadrat de (6b). Llegim en l'àbac (1) el valor 1024, i trobem que b = 8 i el nou resta 1078-1024 = 54, descendint el següent parell, obtenim un valor de 545.312.
Posem les varetes corresponents al doble de 8; per ser 16 (> 10), retirarem l'última vareta, la del 2, la substituïm per la del 3 (és a dir, li sumem una unitat) i afegim la vareta del 6. L'àbac queda com es mostra en (2a). Com es pot observar, les xifres col·locades són les corresponents al doble de la solució trobada fins al moment (68.2 = 136), és a dir, el 2abc de les equacions anteriors.
Fet això, tornem a posar la vareta auxiliar, i operant com en el cas anterior, obtenim (2b) la tercera xifra: 3, essent la resta 1364. Descendim el següent parell obtenint un valor de 136.499, posem la vareta 6 (3.2) i trobem el següent dígit 9 i la resta 13.478. Mentre la resta sigui diferent de zero, es pot seguir obtenint xifres significatives.
Per exemple, per obtenir el primer decimal, baixaríem el parell 00 obtenint el número 1.347.800 i col·locaríem les varetes de l'9.2 = 18, quedant en el tauler les següents: 1-3-6-7 (6+1) -8 -- auxiliar. Fent la comprovació, s'obté el primer decimal = 9.

## Modificacions
Durant el segle xix, l'àbac neperià va patir una transformació per facilitar la lectura. Les varetes van començar a fabricar-se amb una inclinació de l'ordre de 65º, de manera que els triangles que havien de sumar-se quedaven alineats verticalment. En aquest cas, a cada casella de la vareta s'hi ha de posar la unitat a la dreta i la desena (o el zero) a l'esquerra.
Les varetes estaven fabricades de manera que el gravat vertical i horitzontal era més visible que les juntes entre les varetes. Així doncs, facilitava la lectura, ja que quedava, en un rectangle, el parell de components de cada dígit del resultat.
Així, a la figura s'aprecia immediatament que:
987654321 x 5 = 4938271605

## Àbac de fitxes
Napier, a més a més de l'àbac anterior, va construir també un àbac de fitxes. Tots dos, reunits en un únic aparell, constitueixen una joia històrica única a Europa propietat del Museo Arqueológico Nacional.

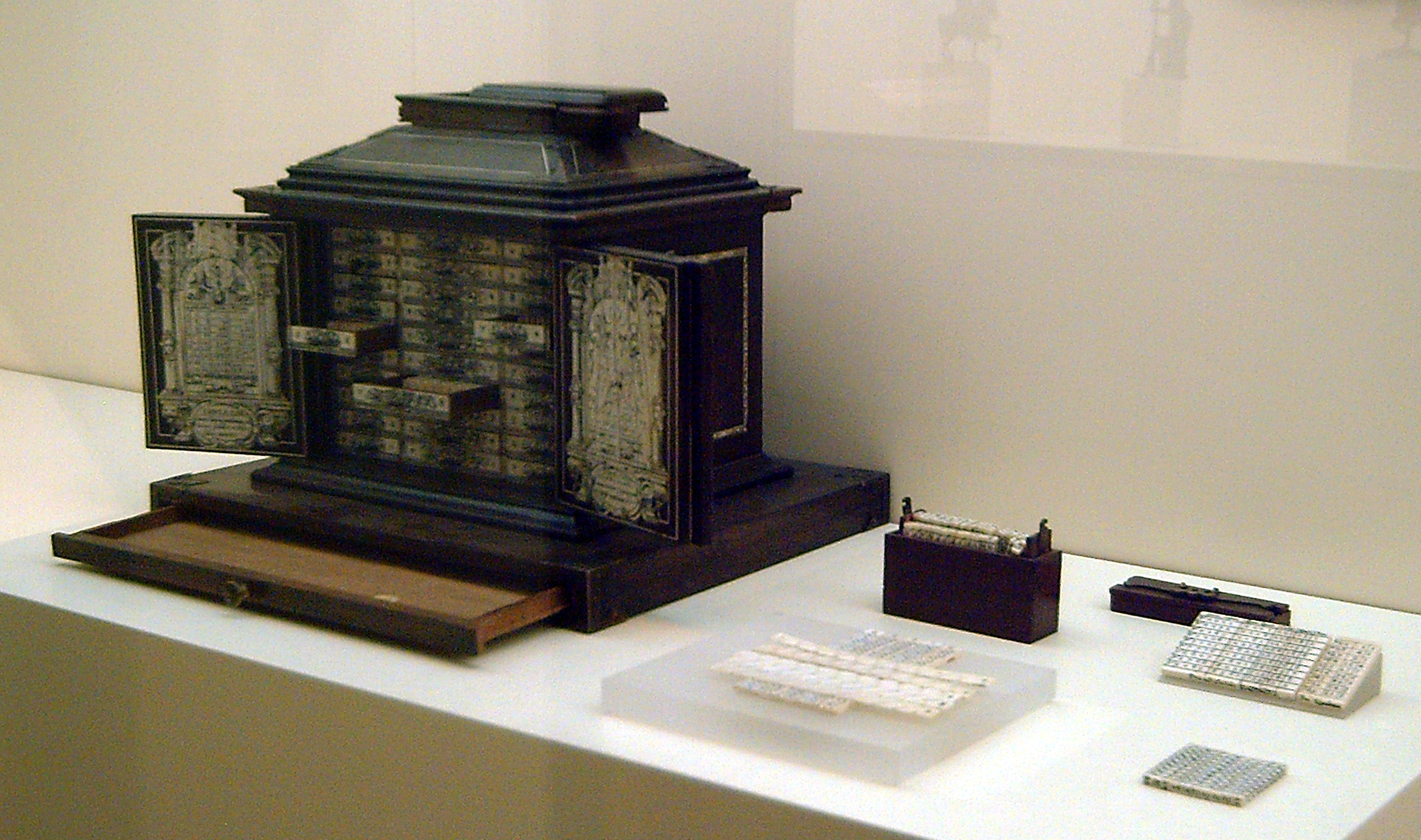
Àbac del Museu Arqueològic Nacional d'Espanya (Madrid).

L'aparell és una magnífica caixa de fusta amb incrustacions d'os. A la part superior conté l'àbac rabdològic, mentre que a la inferior hi ha el segon àbac. Aquest, consta de 300 fitxes emmagatzemades en 30 calaixos de les quals 100 estan cobertes de xifres i 200 mostren petits forats triangulars que permeten veure únicament certes xifres de les fitxes de números quan se superposen a aquelles. Per tant, gràcies a l'hàbil col·locació d'uns i altres es poden fer multiplicacions fins al límit sorprenent d'un número de 100 xifres per un altre de 200.
A les portelles de la caixa es troben, a més, les primeres potències dels números dígits, els coeficients dels termes de les primeres potències del binomi i les dades numèriques dels políedres regulars.
Es desconeix qui va ser l'autor d'aquesta riquíssima joia, tampoc si és d'autoria espanyola o estrangera, encara que és probable que originalment pertanyés a l'Acadèmia de Matemàtiques creada per Felip II o que la portés com a regal el Príncep de Gal·les. L'únic que es pot assegurar és que es conservava a Palau, des d'allà, va passar a la Biblioteca Nacional i posteriorment al [Museu Arqueològic Nacional, on a hores d'ara encara es conserva.
L'any 1876, el govern espanyol va enviar l'aparell a l'exposició d'instruments científics que es va celebrar a Kensington (barri de Londres). Allà, va rebre una atenció extraordinària que fins i tot diverses societats van consultar l'origen i el seu funcionament a la representació espanyola, fet que va motivar que D. Felipe Picatoste escrivís una monografia que posteriorment va ser enviada a totes les nacions. Va sorprendre el fet que l'àbac només fos conegut a Anglaterra, país d'origen del seu inventor.